# KwaThema
KwaThema és un municipi al sud-oest de la ciutat de Springs, al districte d'Ekurhuleni, Gauteng, Sud-àfrica. Es va establir el 1951 quan els africans van ser expulsats per la força de Payneville perquè el govern de l'apartheid considerava que estava massa a prop d'una ciutat blanca. El traçat del nou municipi es va dissenyar seguint principis modernistes i es va convertir en un model per a molts municipis posteriors, tot i que els equipaments socials previstos no es van implementar. La típica casa del municipi sud-africà, la 51/9, va ser un dels plans desenvolupats per KwaThema. L'any 1984 es va establir una autoritat local negra amb estatus municipal. L'any 1985, el municipi va experimentar un malestar violent i una activitat vigilant per part de la dreta.
KwaThema és un municipi multiracial on es parlen la majoria de les onze llengües oficials de Sud-àfrica, però les predominants són el sotho i el zulú. La localitat ha donat a llum a moltes persones d'èxit que han ajudat al desenvolupament de la ciutat.

## Història
KwaThema va rebre el nom en honor a Selope Thema, un activista polític i líder sud-africà.

## Personatges il·lustres
- Andries Maseko (1955–2013), futbolista sud-africà
- Nelson Dladla (n. 1954), futbolista sud-africà
- Eudy Simelane (1977–2008), futbolista sud-africà i activista pels drets LGBT, violada i assassinada en grup[3]
- Lucas Sithole (1931–1994), escultor sud-africà
- Madi Phala (1955–2007), artista i dissenyador sud-africà[4]
- Hilda Tloubatla (n. 1942), cantant sud-africana de mbaqanga
- Simon "Tsipa" Skosana (1957–2009), campió sud-africà del pes gall[5]
- Innocent Mayoyo, porter de futbol sud-africà[6][7]
- Joe Nina (n. 1974), músic i productor sud-africà[8]
- Khensane Khoza (n. 1990), músic i distribuïdor d'ambients sud-africà